# Rickman G-crew
Pour les articles homonymes, voir Rickman.
Rickman G-crew, de son vrai nom Eric Bakaman, également connu sous le nom de Rickman est en Guyane est un auteur-compositeur-interprète et producteur français.

## Biographie
Rickman est d’origine Aluku Surinamien.